# Tibau (kommun i Brasilien)
Tibau är en kommun i Brasilien.   Den ligger i delstaten Rio Grande do Norte, i den östra delen av landet, 1 700 km nordost om huvudstaden Brasília. Antalet invånare är 3 687.
Omgivningarna runt Tibau är huvudsakligen savann. Runt Tibau är det ganska tätbefolkat, med 67 invånare per kvadratkilometer.